# Bernard Plantey
Bernard Plantey, né le 25 octobre 1925 à Vaux-sur-Mer (Charente-Maritime) et mort le 27 juin 1997 à Clermont-Ferrand (Puy-de-Dôme), est un chanteur lyrique français.

## Carrière
Lauréat du Conservatoire national supérieur de musique de Paris et élève du ténor Lucien Muratore, Bernard Plantey décroche divers prix, dont le Prix international du chant d'Ostende. Il songe un temps à devenir pianiste avant de se réorienter vers une carrière de chanteur lyrique.
Il se produit sur les scènes de opéras de Monte-Carlo et Strasbourg ainsi qu'au Grand Théâtre de Bordeaux en qualité de premier ténor puis à Paris et en Europe. Il se produit aussi avec des formations telles que l'orchestre Lamoureux dirigé par Jean-Pierre Jacquillat, l'orchestre lyrique de l'ORTF sous la direction de Pierre-Michel Le Conte, ou encore, par exemple, l'orchestre et la troupe du Théâtre Mogador. Concertiste et soliste à Radio France, il est à l'affiche de nombreux festivals aux côtés de grands noms du chant lyrique.
En 1979, Bernard Plantey prend un poste de professeur de chant et d'art lyrique au Conservatoire national de musique de région de Clermont-Ferrand. Il y reste jusqu'à sa retraite en 1993. Président du Centre lyrique d'Auvergne qu'il a fondé en 1983, il s'attache alors à animer le Festival international d'oratorio et de lied qu'il lance en 1985,,, Il y travaille jusqu'à sa mort en 1997, après avoir lancé le festival Mozart.
En 2013, une plaque commémorative est installée dans la salle des Pas Perdus en souvenir de Bernard Plantey au Conservatoire de Clermont-Ferrand. Le Prix du public du concours international d'oratorio et de lied est également baptisé "Prix Bernad Plantey". Attribué par le public lors de la finale du concours, ce prix représentait une valeur de 1000 euros jusqu'en 2019 et de 1500 euros en 2021.

## Discographie et scénographie sélectives
- Debussy : Trois ballades de François Villon avec Bernard Plantey (baryton), orchestre de la radiodiffusion française, dir. Désiré-Émile Inghelbrecht, en 1958, Testament.
- Carmen de Georges Bizet, avec Victoria de los Angeles (Carmen), Nicolai Gedda (Don José), Ernest Blanc (Escamillo), Janine Micheau (Micaëla), Bernard Plantey (baryton, Morales), Denise Monteil (Fasquita), Monique Linval (Mercedes) Michel Hamel (le Remdado), Xavier Depraz (le Dancaïre), Les Petits Chanteurs de St. François de Versailles, les Chœurs de Radio France, (dir) Thomas Beecham
- Le Petit Faust, Airs de France avec Bernard Plantey, Raymond Amade, Michel Ferrand, Georges Montigny, Maria Murano, Irène Gromova, Jacques Tourain ; dir. Georges Dervaux, 1959, INA Vidéo.
- L'Enfance du Christ, Jeanine Collard, Bernard Plantey, André Vessières, Bernard Demigny, Chœurs de la Radiodiffusion-Télévision française, Orchestre national de la Radiodiffusion-Télévision française, dir. Pierre-Michel Le Conte [enregistrement de concert effectué en décembre 1959]. Disponible sur YouTube.
- Carmen de Georges Bizet, avec Jane Rhodes (Carmen), Albert Lance (Don José), Robert Massard (Escamillo), Andréa Guiot (Micaëla), Janine Panis (Frasquita), Jacqueline Broudeur (Mercedes), Bernard Plantey (le Remendado), Jean Mollien (le Dancaïre), Chœurs et Orchestre de l'Opéra de Paris, Roberto Benzi (dir.) - enregistré à Paris le 10 novembre 1959, Philips, Collection Trésors classiques, L 02.053 L, Philips L 02053 L, Philips 835 057, Philips GL 5648, Philips SGL 5648, Philips 6500 206, Philips 446 118-4, Philips 446 118-2
- La Belle Hélène de Jacques Offenbach, avec Geori Boué (Hélène), Bernard Plantey (Pâris), Jean Raymond (Calchas), Dominique Tirmont (Agamemnon) et Perchik (Ménélas), dir. Marcel Cariven ou Jacques Pastory, Théâtre de Mogador, 1960[10].
- La Belle Hélène de Jacques Offenbach (extraits), avec Jane Rhodes (Hélène), Bernard Plantey (Pâris), Jean Giraudeau (Ménélas), Michel Hamel, Manuel Rosenthal (dir.) - Philips Classics 442 237-2).
- L'Auberge du Cheval Blanc[11] avec Luc Barney (Léopold), Colette Riedinger (Josefa), Fernand Sardou (Bistagne), Huguette Boulangeot, Bernard Plantey, Félix Nuvolone (dir.) - 1961, Carrère 67 685 - réed. CD Universal-Accord 465 880-2
- L’Oiseleur de Carl Zeller, avec Lina Dachary, Annick Simon, Janine Capderou, Michel Caron, Aimé Doniat, Bernard Plantey, sous la direction d’Adolphe Sibert, 1969, ORTF
- Ma tante Aurore avec Françoise Ogéas (Julie), Bernard Plantey (Frontin), Claudine Collard, Orchestre de chambre de l'ORTF, Marcel Couraud (dir.) – Philips, 1963
- Le Chalet, Joseph Peyron (Daniel), Stanislas Staskiewicz (Max), Denise Boursin (Bettly), Orchestre lyrique de l'ORTF, Albert Wolff (direction). Enregistrement du 20 novembre 1965 ; 33 minutes et 18 secondes ; extraits sans chœurs et dialogues. Incluant des extraits d'un autre ouvrage d'Adam, Le farfadet, avec Janine Capderou, Lina Dachary, Joseph Peyron, Bernard Plantey, Bernard Demigny et l'Orchestre de chambre de l'ORTF dirigé par Robert Benedetti. Enregistrement du 4 septembre 1970 ; 37 minutes et 35 secondes. Musidisc [201942]. Également : Gaieté lyrique CD, 1992, Michel Parouty (Notice), (OCLC 29940067).
- Geneviève de Brabant de Jacques Offenbach, Marcel Cariven (dir.), avec Annick Simon (Geneviève), Bernard Plantey (Sifroid), René Terrasson (Golo), Monique Stiot (Drogan), Jean-Christophe Benoit (Charles Martel) – Institut national de l'audiovisuel INA, Bourg records, 1970
- Boris Godounov de Modeste Moussorgsky, avec Jacques Mars, Gérard Serkoyan, Denise Scharley, Jean Giraudeau, Gerard Chapuis, Joseph Peyron, Odile Pietti, Maurice Maievsky, Corinne Petit, Bernard Plantey, Janine Capderou. Direction musicale : Pierre-Michel Le Conte - ORTF, 1971
- Une Nuit Blanche de Jacques Offenbach, Monique Stiot (Fanchette), Bernard Plantey (Hercule), Claude Meloni (Jean). Orchestre lyrique de l’ORTF, direction André Guilbert (enregistrement 1973)
- Les Absents, avec Lina Dachary, Janine Capderou, Gérard Friedmann, Bernard Plantey, Pierre-Michel Le Conte (dir.) - Musidisc 202102 (avec Joli Gilles)
- Le Grand Mogol d'Edmond Audran, avec Annick Simon, Lina Dachary, Bernard Plantey, Aimé Doniat. Direction musicale, Marcel Cariven, CD Musidisc 201 702 (INA-AUDIO)
- Princesse Czardas d'Emmerich Kálmán, avec Lina Dachary, Christiane Château, Aimé Doniat, Bernard Plantey, Michel Hamel. Orch. Adolphe Sibert, Intégral 221146